# Drvene crkve Maramureşa
Drvene crkve Maramureşa su rumunjske pravoslavne drvene crkve u rumunjskoj županiji Maramureşu (povijesna pokrajina Maramureš) u sjevernoj Transilvaniji (Rumunjska). Skoro 100 ovih crkava su izgrađene od 17. do 19. stoljeća u različitim arhitektonskim stilovima, ali sve drvenih konstrukcija s karakterističnim visokim krovovima, te vitkim zvonicima na zapadnoj strani, iznad ulaza, suprotno od oltara. Izgrađene su od drveta jer su mađarske vlasti branile Rumunjima podizanje kamenih građevina, a oslikavali su ih lokalni naivni umjetnici biblijskim prizorima. Ove građevine su bile djelo lokalnih graditelja koji u duhu narodne umjetnosti strmim krovovima i vitkim tornjevima imitiraju vrhove okolnih planina. Zbog toga je osam ovih crkava 1999. godine upisano na UNESCO-ov popis mjesta svjetske baštine u Europi.

## Popis zaštićenih lokaliteta
| Slika | Ime                                      | Lokacija      | Općina        | Koordinate                                    | Bilješke |
| ----- | ---------------------------------------- | ------------- | ------------- | --------------------------------------------- | --- |
|       | Crkva prezentacije Gospe u Hramu         | Bârsana       | Bârsana       | 47°48′53″N 24°03′46″E / 47.81472°N 24.06278°E | Crkva izgrađena 1720. godine s dvostrukim trijemom povezanim stubištem koje je dodano zapadnom pročelju. Iako svojim oblikom pripada u tradiciju drvenih crkava Maramureşa, ona se razlikuje od ostalih svojim malim dimanzijama. Ona je postala župnom crkvom 1806. godine. |
|       | Crkva sv. Nikole                         | Budeşti       | Budeşti       | 47°43′44″N 23°56′52″E / 47.72889°N 23.94778°E | Crkva je izgrađena 1643. godine na mjestu starije crkve iz 15. stoljeća. Ona se razlikuje od ostalih svojim dimanzijama i s četiri tornjića (filijale) na osnovi tornja koji ju povezuju s tradicijom gradnje u susjednoj županiji Lapusu. |
|       | Crkva sv. Paraskeva                      | Deseşti       | Deseşti       | 47°46′17″N 23°51′19″E / 47.77139°N 23.85528°E | Izgrađena 1770. godine, ona je dokaz zrelosti lokalnih graditelja. Vanjski arhitektonski elementi su naglašeni dekorativnim motivima urezanima u drvo tako da tvori homogen i značajan sklop. |
|       | Crkva Gospina rođenja                    | leud          | leud          | 47°40′31″N 24°13′58″E / 47.67528°N 24.23278°E | Ova crkva je 1717. godine izgrađena na mjestu ranije koju su uništili Tatari. Struktura unutrašnjeg prostora, svodova iznad broda i narteksa, otkriva inovativnost graditelja. Ona, poput ostalih maramurških crkava, čini kompleks s grobljem. |
|       | Crkva sv. Paraskeva                      | Poienile Izei | Poienile Izei | 47°42′12″N 24°06′58″E / 47.70333°N 24.11611°E | Ona je najstarija drvena crkva u Maramureşu (1604.), te otkriva dva razdoblja u razvoju ovih građevina. Prvo se može prepoznati na donjem dijelu zidova sa svetištem kvadratičnog tlocrta, što je odlika starijih drvenih crkava. Drugo je u 18. stoljeću kada su zidovi povišeni, glavni brod prekriven bačvastim svodom, a unutrašnjost oslikana dekoracijama. Trijem (portico) je dodan u prvoj polovici 19. stoljeća. |
|       | Crkva sv. Arkanđela Mihovila i Gabrijela | Plopiş        | Șișești       | 47°37′44″N 23°41′56″E / 47.6288°N 23.6989°E   | Ova crkva iz 1789. godine pokazuje neke sličnosti s onom u Şurdeşti, poput ravnog krova blago spuštenog prema svetištu, četiri tornjića na osnovi tornja i određeni elementi na vanjskim skulpturama. Lokalni naivni slikar Stefan je oslikao dekoracije na njezinom svodu 1811. godine. |
|       | Crkva sv. Arkanđela                      | Rogoz         | Rogoz         | 46°04′59″N 24°16′37″E / 46.0831°N 24.2769°E   | Crkva je izgrađena 1663. godine u Suciu, a premještena je u Rogoz 1883. godine. Odlikuje se heptagonalnim svetištem, višekutnim narteksom, južnim ulazom i velikim asimetričnim krovom. Jedinstvena je i po originalnim dekorativnim skulpturama. |
|       | Crkva sv. Arkanđela                      | Şurdeşti      | Șurdești      | 47°36′22″N 23°45′44″E / 47.60611°N 23.76222°E | Crkva je izgrađena 1767. godine i predstavlja sintezu svih odlika drvenih crkava u Maramureşu na vrhuncu njihova razvoja. Prije svega ima dvostruki kanopus i uzvišene prozore. Trojica lokalnih umjetnika su zajednički ukrasili njezinu unutrašnjost 1783. godine. Dvostruki trijem i njezin vitki zvonik su iz 19. stoljeća.                                                                                           |

## Poveznice
- Slovačke drvene crkve
- Crkve mira

## Vanjske poveznice
- Informacije, fotografije i karte drvenih crkava u Maramurešu (engl.)
- Transilvanijske utvrđene crkve  Arhivirana inačica izvorne stranice od 14. srpnja 2011. (Wayback Machine) (engl.)
- Tragom tradicije sakralne gradnje, 2004.